# Зимові Дефлімпійські ігри 2015
Дефлімпійські ігри 2015 — міжнародні дефлімпійські ігри, які пройшли в містах Ханти-Мансійськ та Магнітогорськ (Росія) з 28 березня по 5 квітня 2015 року.

## Види спорту
Змагання на Дефлімпійських іграх 2015 пройдуть у 5 видах спорту: хокей з шайбою, керлінг, сноуборд, лижні перегони та гірські лижі.
- Керлінг (2) (докладніше)

- Хокей (1) (докладніше)

- Гірськолижний спорт (10) (докладніше)

- Лижні перегони (8) (докладніше)

- Сноубординг (10) (докладніше)

## Спортивні об'єкти
| Спорт               | Місце проведення                                                                      |
| ------------------- | ------------------------------------------------------------------------------------- |
| Гірськолижний спорт | Гірськолижний центр «Металлург-Магнітогорськ»; Гірськолижний комплекс «Хвойний урман» |
| Керлінг             | Льодовий палац спорта (Ханти-Мансійськ)                                               |
| Лижні перегони      | Центр зимових видів спорту ім. А. В. Філіпенко                                        |
| Сноубординг         | Гірськолижний комплекс «Хвойний урман»                                                |
| Хокей               | КРК «Арена Югра»                                                                      |

## Країни-учасниці
В іграх взяли участь 344 спортсмени з 27 країн:
- Австрія
- Вірменія
- Естонія
- Іспанія
- Італія
- Казахстан
- Канада
- Китай
- Монголія
- Німеччина
- Норвегія
- Пакистан
- Південна Корея
- Польща
- Росія
- Словаччина
- Словенія
- США
- Туреччина
- Угорщина
- Україна
- Фінляндія
- Франція
- Хорватія
- Чехія
- Швейцарія
- Японія

## Медальний залік
Розіграли 31 комплект нагород.
  *   Країна-господарка ( Росія)
| Місце                | Країна               | Золото | Срібло | Бронза | Загалом |
| -------------------- | -------------------- | ------ | ------ | ------ | ------- |
| 1                    | Росія (RUS)*         | 12     | 6      | 12     | 30      |
| 2                    | Чехія (CZE)          | 6      | 1      | 0      | 7       |
| 3                    | США (USA)            | 3      | 3      | 2      | 8       |
| 4                    | Італія (ITA)         | 3      | 2      | 0      | 5       |
| 5                    | Японія (JPN)         | 3      | 1      | 1      | 5       |
| 6                    | Швейцарія (SUI)      | 1      | 3      | 0      | 4       |
| 7                    | Франція (FRA)        | 1      | 1      | 3      | 5       |
| 8                    | КНР (CHN)            | 1      | 1      | 2      | 4       |
| 9                    | Фінляндія (FIN)      | 1      | 1      | 0      | 2       |
| 10                   | Україна (UKR)        | 0      | 5      | 3      | 8       |
| 11                   | Австрія (AUT)        | 0      | 4      | 5      | 9       |
| 12                   | Канада (CAN)         | 0      | 2      | 1      | 3       |
| 13                   | Норвегія (NOR)       | 0      | 1      | 0      | 1       |
| 14                   | Німеччина (GER)      | 0      | 0      | 1      | 1       |
| 14                   | Словенія (SVN)       | 0      | 0      | 1      | 1       |
| Загалом (15 збірних) | Загалом (15 збірних) | 31     | 31     | 31     | 93      |